# راه‌های نرفته
راه‌های نرفته (به انگلیسی: The Roads Not Taken) فیلمی محصول سال ۲۰۲۰ و به کارگردانی سالی پاتر است. در این فیلم بازیگرانی همچون خاویر باردم، ال فانینگ، لورا لینی، سلما هایک و برانکا کاتیچ ایفای نقش کرده‌اند.